# オリンピックのチャイニーズタイペイ選手団

青天白日満地紅旗

オリンピックのチャイニーズタイペイ選手団（オリンピックのチャイニーズタイペイせんしゅだん）は、中華民国（台湾）およびチャイニーズタイペイ名義のオリンピック選手団。

## 概要
チャイニーズタイペイ選手団は、中華民国政府が1922年国際オリンピック委員会に加盟し、中華民国選手団（Republic of China）として1932年ロサンゼルスオリンピックに参加したことに始まる。その後、第二次世界大戦を挟み1948年ロンドンオリンピックまでは中華民国としての参加が続いたが、1949年国共内戦により中華民国政府は台湾に撤退、同年10月大陸に中華人民共和国が建国された。1954年アテネで開催された国際オリンピック委員会の総会で中華人民共和国の国内オリンピック委員会が承認され、台湾と大陸2つの中国オリンピック委員会が誕生してから状況は一変した。
2つの中国を認めない中華人民共和国のオリンピック委員会は1956年メルボルンオリンピックをボイコットし、1958年には国際オリンピック委員会から脱退するに至った。一方、中華民国のオリンピック委員会はその名称がたびたび問題視され、1960年ローマオリンピックでは、ポルトガル語で「美しい島」と呼ばれたことに由来する台湾島の別称「フォルモサ（Formosa）」が使用されIOCコードは「Republic of China, Formosa」から「RCF」が使われたことから、開会式で旗手は中華民国の国旗ではなく「UNDER PROTEST」と書かれた幕を持ち抗議を行った。1970年にカナダが中華人民共和国との国交を樹立し、1976年モントリオールオリンピックでは「中華民国」での参加を認めることはできないとされたことから中華民国側はボイコットに至った。
1979年10月25日、中華人民共和国のオリンピック委員会が「中国オリンピック委員会（中国語: 中国奥林匹克委员会、英語: Chinese Olympic Committee）」として国際オリンピックに復帰し、中華人民共和国の国旗である「五星紅旗」と国歌「義勇軍進行曲」の使用、一方の中華民国のオリンピック委員会は「中華オリンピック委員会（中国語: 中華奧林匹克委員會、英語: Chinese Taipei Olympic Committee）」として残留し、中華民国の国旗「青天白日滿地紅旗」および国歌「中華民国国歌」を使用しないこと、などが決議された。中華民国側はこの決議を不服とし、1980年レークプラシッドオリンピックをボイコットする事態となったが、1981年に「チャイニーズ・タイペイ（Chinese Taipei）」の名称と「中華台北五輪委員会旗」および「国旗歌」の使用を受け入れ、1984年サラエボオリンピックから「中華台北」として復帰を果たした。
オリンピックへの復帰を果たした「チャイニーズ・タイペイ」であったが、英語の「Chinese Taipei」の漢字表記「中華台北」か「中国台北」については棚上げされた。中華人民共和国側は1つの中国として「中国台北」 を要求したが、1989年中国大陸と台湾の合意で「中華台北」となった。一方、同じ漢字文化圏である日本においては、公式な場面を中心に「チャイニーズ・タイペイ」、「中華台北」と呼ばれるが、それ以外の場面では概ね「台湾」と呼ばれている。
中華民国およびチャイニーズタイペイ選手団が最も多くメダルを獲得した夏季オリンピックは、2020年東京オリンピックの12個、また最も多くのメダルを獲得した夏季オリンピック競技は重量挙げの11個である。ただし、冬季オリンピックでのメダル獲得はまだない。

## メダル獲得数一覧

### 夏季オリンピック
| 大会名                | 金     | 銀     | 銅     | 計     |
| 1932 ロサンゼルス     | 0      | 0      | 0      | 0      |
| 1936 ベルリン         | 0      | 0      | 0      | 0      |
| 1948 ロンドン         | 0      | 0      | 0      | 0      |
| 1952 ヘルシンキ       | 不参加 | 不参加 | 不参加 | 不参加 |
| 1956 メルボルン       | 0      | 0      | 0      | 0      |
| 1960 ローマ           | 0      | 1      | 0      | 1      |
| 1964 東京             | 0      | 0      | 0      | 0      |
| 1968 メキシコシティ   | 0      | 0      | 1      | 1      |
| 1972 ミュンヘン       | 0      | 0      | 0      | 0      |
| 1976 モントリオール   | 不参加 | 不参加 | 不参加 | 不参加 |
| 1980 モスクワ         | 不参加 | 不参加 | 不参加 | 不参加 |
| 1984 ロサンゼルス     | 0      | 0      | 1      | 1      |
| 1988 ソウル           | 0      | 0      | 0      | 0      |
| 1992 バルセロナ       | 0      | 1      | 0      | 1      |
| 1996 アトランタ       | 0      | 1      | 0      | 1      |
| 2000 シドニー         | 0      | 1      | 4      | 5      |
| 2004 アテネ           | 2      | 2      | 1      | 5      |
| 2008 北京             | 1      | 1      | 2      | 4      |
| 2012 ロンドン         | 1      | 0      | 1      | 2      |
| 2016 リオデジャネイロ | 1      | 0      | 2      | 3      |
| 2020 東京             | 2      | 4      | 6      | 12     |
| 2024 パリ             | 2      | 0      | 5      | 7      |
| 合計                  | 9      | 11     | 23     | 43     |

### 冬季オリンピック
| 大会名                  | 金     | 銀     | 銅     | 計     |
| 1972 札幌               | 0      | 0      | 0      | 0      |
| 1976 インスブルック     | 0      | 0      | 0      | 0      |
| 1980 レークプラシッド   | 不参加 | 不参加 | 不参加 | 不参加 |
| 1984 サラエボ           | 0      | 0      | 0      | 0      |
| 1988 カルガリー         | 0      | 0      | 0      | 0      |
| 1992 アルベールビル     | 0      | 0      | 0      | 0      |
| 1994 リレハンメル       | 0      | 0      | 0      | 0      |
| 1998 長野               | 0      | 0      | 0      | 0      |
| 2002 ソルトレイクシティ | 0      | 0      | 0      | 0      |
| 2006 トリノ             | 0      | 0      | 0      | 0      |
| 2010 バンクーバー       | 0      | 0      | 0      | 0      |
| 2014 ソチ               | 0      | 0      | 0      | 0      |
| 2018 平昌               | 0      | 0      | 0      | 0      |
| 2022 北京               | 0      | 0      | 0      | 0      |
| 合計                    | 0      | 0      | 0      | 0      |

### 夏季オリンピック競技別
| 競技                 | 金 | 銀 | 銅 | 計 |
| -------------------- | -- | -- | -- | -- |
| ウエイトリフティング | 4  | 2  | 5  | 11 |
| テコンドー           | 2  | 1  | 6  | 9  |
| バドミントン         | 2  | 1  | 0  | 3  |
| ボクシング           | 1  | 0  | 3  | 4  |
| アーチェリー         | 0  | 2  | 2  | 4  |
| 卓球                 | 0  | 1  | 2  | 3  |
| 体操                 | 0  | 1  | 1  | 2  |
| 陸上競技             | 0  | 1  | 1  | 2  |
| 柔道                 | 0  | 1  | 0  | 1  |
| 野球                 | 0  | 1  | 0  | 1  |
| ゴルフ               | 0  | 0  | 1  | 1  |
| 射撃                 | 0  | 0  | 1  | 1  |
| 空手                 | 0  | 0  | 1  | 1  |
| 計 (競技数: 13)      | 9  | 11 | 23 | 43 |